# Dactylospora scapanaria
Dactylospora scapanaria är en lavart som först beskrevs av Carrington, och fick sitt nu gällande namn av D. Hawksw. 2003. Dactylospora scapanaria ingår i släktet Dactylospora och familjen Dactylosporaceae.   Inga underarter finns listade i Catalogue of Life.